# Данилюк, Иван Ильич
Иван Ильич Данилюк (3 декабря 1931, село Рашков — 5 ноября 1988, Донецк) — украинский математик, заслуженный деятель науки Украинской ССР, академик АН УССР (1988), доктор физико-математических наук (1963), профессор (1965), первый директор Института прикладной математики и механики НАН Украины (1965—1974), впоследствии заведующий отделом уравнений математической физики Института прикладной математики и механики НАН Украины.

## Биография
И. И. Данилюк родился 3 декабря 1931 г. в селе Рашков. В 1955 г. окончил механико-математический факультет Львовского университета им. Ивана Франко и поступил в аспирантуру Математического института им. В. А. Стеклова АН СССР. В 1958 г. защитил кандидатскую диссертацию и был направлен на работу в теоретический отдел Института гидродинамики Сибирского отделения АН СССР. В 1963 г. защитил докторскую диссертацию, с 1965 г.— профессор. В Новосибирске он работал под руководством выдающихся ученых-организаторов академиков И. Н. Векуа и М. А. Лаврентьева. Накопленные знания и опыт были использованы им в полной мере, когда в 1965 г. по поручению Президиума АН УССР он участвует в создании Донецкого научного центра АН УССР. В 1965 г. его избирают членом-корреспондентом АН УССР, и с этого времени его жизнь, научная и общественная деятельность связаны с Донбассом. Он был организатором Института прикладной математики и механики АН УССР и его первым директором с 1965 по 1974 г.
Первые математические работы в студенческие годы были выполнены им под руководством Л. И. Волковыского. Значительное влияние в эти же годы на него оказало общение с Я. Б. Лопатинским. Далее научные интересы его формировались в школе теории обобщенных аналитических функций И. Н. Векуа, который был его научным руководителем в аспирантские годы.
Научная деятельность И. И. Данилюка касается таких разделов математики, как теория краевых задач для эллиптических систем с двумя аргументами, граничные задачи в классе аналитических функций и теория сингулярных интегральных уравнений, нелинейные проблемы математической физики со свободной границей.
В области дифференциальных уравнений с частными производными исследования И. И. Данилюка посвящены изучению топологических свойств решений в зависимости от свойств коэффициентов рассматриваемой системы, доказательству существования внутренних по Стоилову отображений, соответствующих эллиптических систем уравнений первого порядка, разработке теории эллиптических уравнений на римановых поверхностях. В этой связи им было построено ядро Коти в классе аналитических функций на конечной римановой поверхности, получено представление обобщенных аналитических функций через голоморфные, выведена обобщенная формула Коши.
Важные результаты были получены И. И. Данилюком в исследовании краевых задач с наклонной производной для эллиптических систем первого порядка на плоскости. Установленная им теорема эквивалентности редуцирует в классе эллиптических систем указанную задачу к другой, граничное условие которой не содержит производных от искомых функций. На этом пути удалось довести качественное исследование задачи Пуанкаре до известной полноты, исследовать спектр задачи, а также рассмотреть аналогичные краевые задачи для нелинейных систем на плоскости. Разработанный им подход получил дальнейшее развитие в работах других советских математиков в применении к уравнениям и граничным операторам высшего порядка.
Большой цикл работ И. И. Данилюк посвятил теории граничных задач линейного сопряжения в классе аналитических функций при достаточно широких предположениях на исходные данные. Класс рассматриваемых граничных контуров — так называемые линии ограниченного вращения (кривые Радона), а главные коэффициенты граничных условий — ограниченные функции с некоторыми дополнительными ограничениями на характер и величину локальных колебаний их аргументов. Исследована также задача со многими неизвестными функциями, и построена теория сингулярных интегральных уравнений с той же степенью общности. Итогом этих исследований явилась монография «Нерегулярные граничные задачи на плоскости».
За время работы в Институте гидродинамики СО АН СССР И. И. Данилюк провел несколько важных исследований по проблемам теоретической гидродинамики: для осесимметричных векторных потоков было получено новое представление их через аналитические функции; построены обобщенная формула Коши и обобщенный интеграл Коши; предложены формула индекса задачи и формулы, связывающие топологические характеристики потоков с индексом краевого условия.
И. И. Данилюк разработал теоретико-функциональный метод и метод интегральных функционалов с переменной областью интегрирования, позволившие изучить вопросы существования, ветвления, единственности решений задач при достаточно общих предположениях на исходные данные в нелинейных задачах со свободными границами. В посвященной этим вопросам монографии «Об интегральных функционалах с переменной областью интегрирования» (английский перевод появился в США в 1976 г.) рассмотрены вопросы численного решения задач, дано описание топологических свойств множества всех решений. Чрезвычайно плодотворными оказались эти методы в применении к классической задаче Стефана теплофизического происхождения. Была создана модель квазистационарной задачи Стефана, предложен метод её численного решения на основе метода интегральных функционалов, доказана разрешимость нелинейной системы Ритца, сформулирована новая задача об оптимальном управлении свободной поверхностью, которая имеет важное значение в технологических процессах. Названные исследования отмечены премией им. А. Н. Дынника АН УССР.
В последние годы И. И. Данилюк плодотворно работал над созданием математических моделей в механике сплошных сред, приводящих к задачам со свободной границей (теория фазовых превращений в бинарных системах, теория фильтрации дисперсных сред). Эти проблемы в его практике возникли непосредственно из приложений, однако на каком-то этапе, как истинный математик, он выделяет из этих задач математическое ядро. Так появились его работы по теории квазилинейных параболических уравнений с кусочно непрерывными коэффициентами и, наконец, последние работы, в которых проводится качественный анализ линейных и нелинейных краевых задач для эллиптических уравнений с измеримыми коэффициентами в областях с нерегулярной границей в двумерном и многомерном случаях. Этой проблеме было посвящено и его последнее выступление с научным докладом на X Чехословацко-Советском совещании (сентябрь, 1988 г.).
Среди научного наследия И. И. Данилюка 138 работ, из них 2 монографии.
Педагогическая деятельность И. И. Данилюка связана с Новосибирским и Донецким университетами, в организации и становлении которых он принимал непосредственное участие. Его курсы по теории функций вещественного переменного, теории краевых задач, функционального анализа были просто блестящими, на них воспитаны несколько поколений специалистов. Лекции он читал с большим подъёмом, педагогическим тактом и мастерством. Он умел возбудить в слушателях интерес к обучению и не только в области математики. Со своими учениками он работал, что называется, в четыре руки. Под его руководством подготовлено 18 кандидатских диссертаций и 1 докторская диссертация.
За большие заслуги в развитии советской науки и подготовке научных кадров И. И. Данилюк награждён орденом «Знак почёта» и медалями.
Иван Ильич дорожил общением с математиками, как молодыми, так и старшего поколения. Его часто можно было видеть на конференциях как заинтересованного слушателя. По его инициативе в 1980 г. в Донецке была проведена первая в стране конференция по задачам математической физики со свободными границами. Он был также одним из организаторов регулярных конференций по дифференциальным уравнениям в частных производных в ИПММ АН УССР, получивших всесоюзное признание.
Мемориальная доска И. И. Данилюка установлена на стене ИПММ АН УССР, его имя носит одна из аудиторий математического факультета Донецкого национального университета.

## Труды
- Полный список трудов